# 麻生幸佑
麻生 幸佑（あそう こうすけ、1981年1月4日 - ）は、沖縄県名護市出身の俳優。身長は180cm、体重は78kg、バスト92cm、ウェスト67cm、ヒップ90cm、靴のサイズは27.5cm、血液型はO型である。特技はバレーボール、趣味はバイク/映画鑑賞/写真撮影/黄昏。本名は仲村靖秀である。

## 出演歴

### テレビ

#### テレビ朝日
- 土曜ワイド劇場 警視庁特捜刑事の妻

### 映画
- サクラ、アンブレラ(2007年) - ショートショートフィルムフェスティバル2007入選他

#### フジテレビ系列
- 鬼嫁日記
- マザー&ラヴァー

##### 金曜エンタティメント
- 名司会者・寿鶴子 殺人スピーチ（2005 - 2008年） - 亀山竜 役
- 音の犯罪捜査官・響奈津子7

#### 日本テレビ
- おとなの夏休み
- ラストプレゼント 娘と生きる最後の夏
- バンビ〜ノ! － 柴田謙一郎 役

### その他
- ビジュアルボーイ (待ち受け画面/着声)